# Мајкл Оукшот
Мајкл Оукшот (енгл. Michael Oakeshott; 11. децембар 1901 — 19. децембар 1990) био је британски политички филозоф.
Од 1951. до пензионисања био је професор политичких наука на Лондонској школи економије. Његова збирка есеја Рационализам у политици и други огледи (1962) и систематичније дело политичке филозофије О понашању човека (1975) сматрају се најзначајнијем доприносу традиционалном конзервативизму. Наглашавањем значаја грађанских удружења и инсистирањем на ограничењу домена политике покренуо је питања која су тесно повезана са либералном мишљу. Иако се често сматра заступником неидеолошког вида политике Оукшот је извршио утицај на велики број мислилаца нове деснице.